# Андрюшин, Александр Константинович
Александр Константинович Андрюшин (12.08.1914 — 02.11.1983) — участник Великой Отечественной войны, печатник Ленинградской типографии № 1 «Печатный двор имени А. М. Горького». Герой Социалистического Труда (23.06.1971).

## Биография
Алексей Константинович Андрюшин родился в Санкт-Петербурге 12 августа 1914 года в семье печатника типографии.
В возрасте 16 лет поступил на учёбу в ремесленную школу при типографии, в том же возрасте начал работать при типографии печатником. Начальство отмечало его трудолюбие, смекалистость и упорство в достижении цели.
В 1941 году Александр Константинович был призван в Красную Армию, в составе которой участвовал в Великой Отечественной войне на Ленинградском, Карельском, 4-м Украинском фронте. Особые достижения Александра Константиновича были отмечены руководящим составом и он был награждён орденом Красной Звезды и медалями «За отвагу», «За боевые заслуги», «За оборону Ленинграда».
По окончании Великой Отечественной войны вновь начал работать печатником в Ленинградской типографии № 1, сначала в должности бригадира, а спустя некоторое время — в роли мастера монтажа форм из пластмассы.
Анализ производственных мощностей и технические идеи Александра Константиновича привели к тому, что пятидневное задание было выполнено за четыре дня за счет снижения задержек приправки и увеличения скорости смены рулонов бумаги.
В результате достижения высоких результатов по итогам семилетнего плана, А. К. Андрюшин был награждён орденом Трудового Красного Знамени.
Освоение нового вида печати на типографии — монтаж пластмассовых форм, был поручен Александру Константиновичу и его ученикам. Особое внимание и точность позволили бригаде с успехом выполнить поставленную задачу.
Президиум Верховного Совета СССР 23 июня 1971 года за выдающиеся успехи, достигнутые в выполнении заданий пятилетнего плана по развитию полиграфической промышленности, присвоил Александру Константиновичу звание Героя Социалистического Труда с вручением ордена Ленина и золотой медали «Серп и Молот».
А. К. Андрюшин долгое время воспитывал и обучал молодежь, передавая собственный богатый профессиональный опыт.
Умер Александр Константинович 2 ноября 1983 года. Был захоронен в Санкт-Петербурге на Серафимовском кладбище.

## Награды
- Орден Ленина (23.06.1971)
- Орден Трудового Красного Знамени (06.06.1966)
- Орден Красной Звезды (14.02.1945)
- Медаль «За отвагу» (24.01.1945)
- Медаль «За боевые заслуги» (14.01.1945)
- Медаль «За оборону Ленинграда» (22.12.1945)

## Память
- На могиле установлен надгробный памятник.